# Philipp Jarnach
Philipp Raphael Jarnach, auch Phillippe Jarnach (* 26. Juli 1892 in Noisy-le-Sec; † 17. Dezember 1982 in Börnsen) war ein deutscher Komponist und Musiklehrer. In den 1920er Jahren galt er neben Hindemith als führender Vertreter der damals modernen deutschen Musik. Als „Erbteil seiner romanischen Herkunft“ bewies er „sichere Formkraft in einer selbstständigen Fortsetzung“ der von seinem Lehrer und Freund Busoni erstrebten „Klassizität“. Da er bald selbst unterrichtete und diese Aufgabe sehr ernst nahm, blieb sein Werk, vorwiegend Instrumentalmusik, eher schmal. Teile der Kritik beklagten schon um 1950, der Komponist Jarnach drohe zu Unrecht „vergessen“ zu werden. Zu Jarnachs Schülern zählten Kurt Weill und Wilhelm Maler, die in gegensätzlichen weltanschaulichen Lagern standen.

## Leben
Philipp Jarnach wurde am 26. Juli 1892 als Sohn des katalanischen Bildhauers Esteban Jarnach und einer Flämin in Noisy-le-Sec bei Paris geboren. Von Maurice Ravel und Claude Debussy ermuntert, trat er bereits mit 11 Jahren als „pianistisches Wunderkind“ auf. Nach einem vierjährigen Klavierstudium in Paris bei Édouard Risler und Theorieunterricht bei Albert Lavignac arbeitete er als Liedbegleiter und Korrepetitor an der Pariser Gesangsschule.
Aufgrund der deutschen Kriegserklärung an Frankreich siedelte er 1914 mit seiner deutschen Frau nach Zürich um. Dort freundete er sich ein Jahr später mit Ferruccio Busoni an, der ihm Verdienstmöglichkeiten verschaffte und Jarnach durch seine geistige Haltung im Bezug auf sein Künstlerdasein nachhaltig prägte. So gelang es Jarnach, in Zürich Fuß zu fassen, er wirkte zuerst als Korrepetitor und Dirigent am Zürcher Stadttheater und später als Theorielehrer am städtischen Konservatorium.
1921 entschied er sich, Busoni nach Berlin zu folgen. Dort schaffte er den endgültigen Durchbruch als Komponist Neuer Musik. Ab 1922 wurden seine Werke von Schott verlegt und an den Donaueschinger Musiktagen war er damals der meistgespielte Komponist. In Berlin verdiente Jarnach seinen Lebensunterhalt durch Aufführungen, privaten Kompositionsunterricht und Musikkritiken und engagierte sich nebenher als Pianist, Organisator und gelegentlich als Dirigent. Außerdem war er Mitglied der sogenannten Novembergruppe sowie des Musikausschusses des ADMV, Vorstandsmitglied und Juror der neu gegründeten Internationalen Gesellschaft für Neue Musik IGNM/ISCM und künstlerischer Leiter der von Herbert Graf veranstalteten Meloskonzerte.

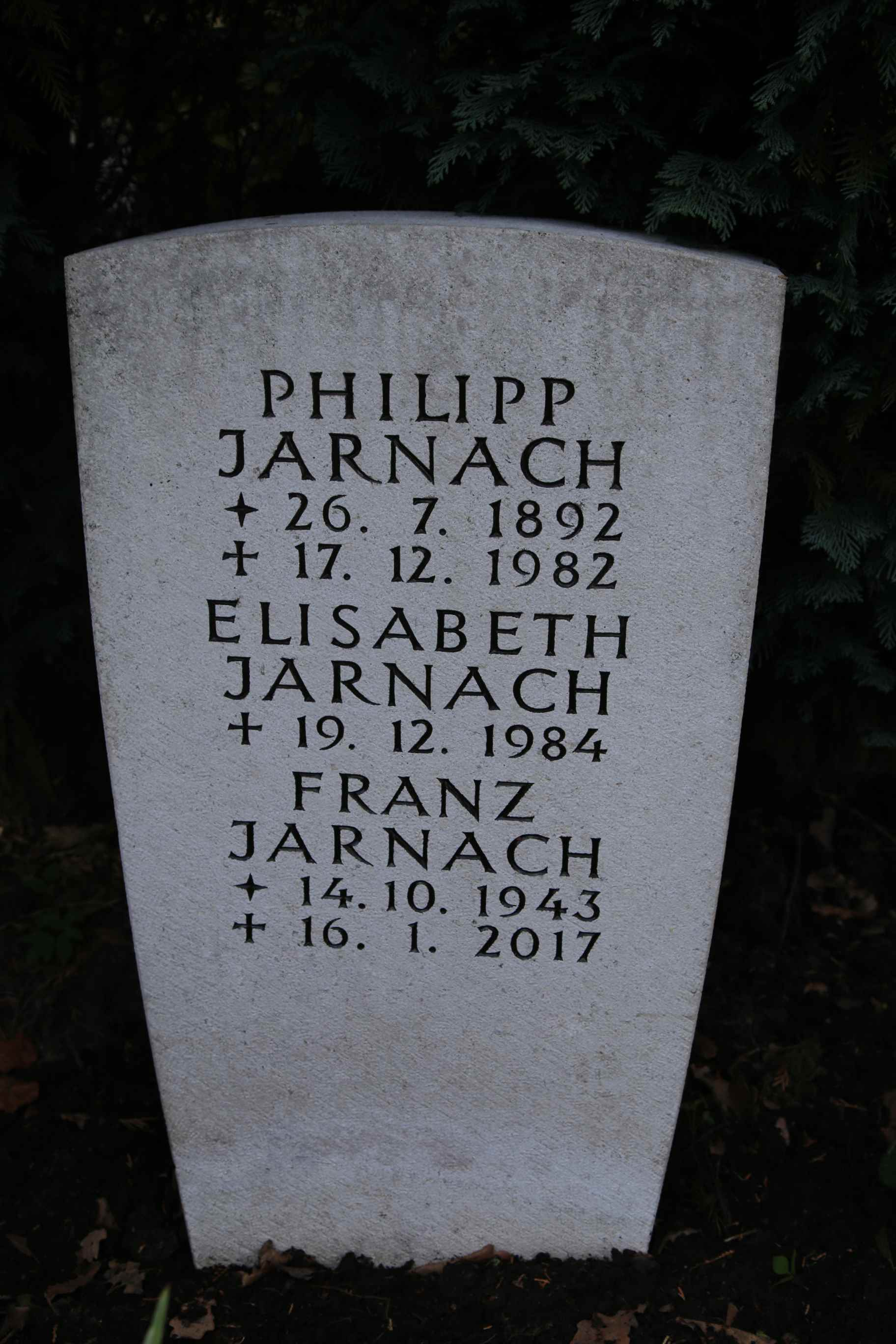
Grabstein von Philipp Jarnach auf dem Friedhof Ohlsdorf

1925 vollendete Jarnach die Oper Doktor Faust des kurz zuvor gestorbenen Busoni, was als eine seiner bedeutendsten Leistungen gewürdigt wurde. Seine Version ist trotz einer neueren von Antony Beaumont aus dem Jahre 1984, der sich auf inzwischen aufgetauchte Skizzen Busonis beruft, noch nicht verdrängt worden.
In der Zeit von 1927 bis 1949 arbeitete Jarnach als Leiter der Meisterklasse für Komposition an der Kölner Musikhochschule. Dort erwarb er sich seinen Ruf als hervorragender Pädagoge, während jedoch sein künstlerisches Schaffen zurückging. 1950 zog Jarnach, der inzwischen die deutsche Staatsbürgerschaft angenommen hatte, nach Hamburg. Dort war er bis 1959 als Direktor der neugegründeten Musikhochschule tätig, und anschließend noch 11 Jahre als Kompositionslehrer. 
Jarnach starb 1982 im Alter von 90 Jahren in Börnsen bei Hamburg, seine Grabstätte befindet sich auf dem Ohlsdorfer Friedhof in Hamburg im Planquadrat Bl 64 östlich von Kapelle 12.
Jarnachs Sohn Franz (1943–2017) war Pianist und Schauspieler, der insbesondere durch die Sendung Dittsche bekannt wurde. Auch seine Enkelin Lucy Jarnach (* 1987 in Hamburg) trat als Pianistin in seine Fußstapfen. Die Schülerin von Alfred Brendel und Gerhard Oppitz gilt als Spezialistin für die Werke ihres Großvaters.

## Ehrungen
- 1954: Bach-Preis der Freien und Hansestadt Hamburg
- 1955: Mitglied der Akademie der Künste (Berlin)
- 1955: Berliner Kunstpreis
- Mitglied der Freien Akademie der Künste in Hamburg

## Kompositionen

### Bühnenwerk
- Präludium, Gebet und Heiliger Tanz aus „Das Wandbild“ (op. 11). Libretto: Ferruccio Busoni

### Vokalwerke
- Drei frühe Lieder. Texte: Albert Samain (1858–1900), S. Noisemont

1. Ville morte (Samain) – 2. Arpège (Samain) – 3. La Forêt Antique (Noisemont)
- Die zwei Gesellen (1915). Text: Joseph von Eichendorff
- Sieben Rappen (1915). Text: Frank Wedekind (1896)
- Vier Lieder (op. 7; 1922) für Singstimme und Orchester (oder Klavier). Texte: Börries Freiherr von Münchhausen, Friedrich Hölderlin, Gustav Falke

1. Lebensweg (Münchhausen) – 2. An eine Rose (Hölderlin) – 3. Jasmin (Münchhausen) – 4. Das mitleidige Mädel (Falke)
- Fünf Gesänge (op. 15) für Singstimme und Klavier. Texte: Rainer Maria Rilke, Heinrich Heine, Aus Des Knaben Wunderhorn, Stefan George

1. Lied vom Meer (Rilke) – 2. Aus Des Knaben Wunderhorn – 3. Rückkehr (George) – 4. Der wunde Ritter (Heine) – 5. Aus einer Sturmnacht (Rilke)
- Zwei Lieder des Narren (op. 24) für Singstimme und Orchester. Texte: William Shakespeare, aus Wie es euch gefällt (deutsch von August Wilhelm Schlegel)
- Ballade vom Kämpen (1934). Text: Joseph von Eichendorff
- Sechs Volkslieder (op. 29; 1937) für Singstimme und Orchester

### Orchesterwerke
- Prometheus. Vorspiel
- Winterbilder (1915). Suite
- Das leise Lied (1915)
- Ballade (1916)
- Prolog zu einem Ritterspiel (1917)
- Sinfonia brevis (op. 14) für großes Orchester
- Morgenklangspiel. Romancero II (op. 19; 1925) für großes Orchester
- Vorspiel I (op. 22; 1930) für großes Orchester
- Musik mit Mozart (op. 25; 1935). Sinfonische Variationen über das Klaviertrio E-Dur KV 542 und das Streichquintett D-Dur KV 593
- Concertino e-moll (op. 31; 1935) für 2 Violinen, Violoncello und Streichorchester (nach Vorlagen von Giovanni Platti)
- Musik zum Gedächtnis der Einsamen (1952) für Streichquartett oder Streichorchester

### Klavier-, Orgel- und Kammermusik
- Ballade (1911) für Violine und Klavier
- Sonate (op. 8; 1913) für Violine solo
- Sonate E-Dur (op. 9; 1913) für Violine und Klavier
- Streichquartett (1916)
- Streichquintett (op. 10; 1918)
- Sonatine (1918) für Violoncello und Klavier
- Sonatine (op. 12; 1919) für Flöte und Klavier
- Sonate (op. 13; 1922) für Violine solo
- Streichquartett (op. 16; 1923)
- Drei Klavierstücke (op. 17; 1924)
- Romancero I (op. 18; 1925). Sonatina für Klavier
- Drei Rhapsodien (op. 20; 1927). Kammerduette für Violine und Klavier
- Romancero III (op. 21; 1928) für Orgel
- Klaviersonate Nr. 1 (1925)
- Amrumer Tagebuch (op. 30; 1942). 3 Stücke für Klavier
- Drei Klavierstücke (op. 32; 1948)
- Sonatine über eine alte Volksweise (op. 33; 1945?) für Klavier (über „Gott bhüte dich“ von Leonhard Lechner)
- Klaviersonate Nr. 2 (1952)
- Kavatine (1960) für Klarinette und Klavier

## Schüler
- Maria Herz (1878–1950), Komponistin und Pianistin
- Max Kuhn (1896–1994), Komponist, Dirigent, Organist und Pianist
- Paul Müller-Zürich (1898–1993), Komponist
- Kurt Weill (1900–1950), Komponist
- Otto Luening (1900–1996), Komponist
- Robert Blum (1900–1994), Komponist, Dirigent
- Leo Justinus Kauffmann (1901–1944), Komponist
- Wilhelm Maler (1902–1976), Komponist
- Nikos Skalkottas (1904–1949), Komponist
- Bert Rudolf (1905–1992), Komponist
- August Wenzinger (1905–1996), Cellist, Gambist, Dirigent
- Hanns Kleinertz (1905–1989), Komponist, Dirigent
- Werner Wolf Glaser (1913–2006), Komponist, Dirigent
- Helmut Degen (1911–1995), Komponist
- Eberhard Werdin (1911–1991), Komponist
- Günter Wand (1912–2002), Dirigent
- Ingolf Dahl (1912–1970), Komponist, Dirigent, Pianist
- Karl-Rudi Griesbach (1916–2000), Komponist
- Bernd Alois Zimmermann (1918–1970), Komponist
- Jürg Baur (1918–2010), Komponist
- Leo Zeyen (* 1921?), Komponist
- Edmond Cigrang (1922–1989), Komponist
- Werner Haentjes (1923–2001), Komponist
- Carl Theodor Hütterott (1926–2023), Komponist
- Arnold Maury (1927–2018), Komponist
- Horst Stein (1928–2008), Dirigent
- Gordon Sherwood (1929–2013), Komponist
- Robert Cogan (* 1930), Komponist
- Eckart Besch (* 1931), Pianist
- Norbert Linke (1933–2020), Komponist
- Walter Steffens (* 1934), Komponist